# Tjerkaski
Tjerkaski (bulgariska: Черкаски) är ett distrikt i Bulgarien.   Det ligger i kommunen Obsjtina Vărsjets och regionen Montana, i den västra delen av landet, 60 km norr om huvudstaden Sofia.
Omgivningarna runt Tjerkaski är en mosaik av jordbruksmark och naturlig växtlighet. Runt Tjerkaski är det ganska glesbefolkat, med 35 invånare per kvadratkilometer.